# Station Żytkowice
Station Żytkowice is een spoorwegstation in de Poolse plaats Brzustów.